# 野次馬放談ひとこと云わせて
『野次馬放談ひとこと云わせて』（やじうまほうだんひとこといわせて）は、岐阜放送ラジオで放送されているラジオ番組。2022年6月をもって、一時放送休止中である。

## パーソナリティ
- 高橋佳延（｢日建ホームズ｣社長）、吉田早苗

吉田早苗が休演の場合は、ピンチヒッターとして尾藤すみれらが登場する。

## コーナー情報

### 番組コーナー
- 番組前半は、老若男女が人生・現代社会に対して持つ悩み・疑問や社会問題をテーマを、パーソナリティーが雑談。最後に曲を送る。
- 番組後半の20時50分からは、「高橋佳延の家づくりガチンコ相談室」では、家づくりの疑問、質問に答える（同コーナーについては、同じ週の水曜日の『きょうもラジオは!? 2時6時』の14時10分頃から再放送される）。